# Anticipo pensionistico
L'Anticipo PEnsionistico (in acronimo APE) è un anticipo finanziario a garanzia pensionistica.

## Generalità
È un prestito commisurato e garantito dalla pensione di vecchiaia finalizzato all’uscita anticipata dal lavoro a 63 anni, con un minimo di 20 anni di contributi: grazie a un prestito bancario, il lavoratore riceve un assegno a cadenza mensile (tra il 90% e il 75% della futura pensione), sino alla data di maturazione dell’età per la pensione di vecchiaia (dal 2018 sia per gli uomini che per le donne, a 66 anni e 7 mesi, e a 67 anni dal 2019).
È riconosciuto in via sperimentale dal 1º maggio 2017 al 31 dicembre 2019.
Può essere richiesto dai lavoratori dipendenti pubblici e privati, dai lavoratori autonomi e dagli iscritti alla gestione separata. Sono esclusi i liberi professionisti iscritti alle casse professionali.
Esistono tre tipologie di APE: aziendale (finanziato dal datore di lavoro), volontario, e sociale (finanziato dallo Stato e limitato a determinate categorie di lavoratori).
Data la natura di prestito finanziario, l'APE volontario non è incompatibile con la prosecuzione, anche presso la stessa azienda, dell'attività lavorativa. Differente, invece, il discorso con l'APE sociale, poiché prevede, al momento della domanda di pensionamento, che non debba essere svolta alcuna attività lavorativa.

## Modalità di rimborso
Il prestito viene rimborsato al raggiungimento dell'età per la pensione di vecchiaia con un piano di ammortamento ventennale: i costi del prestito variano tra il 4,2% e il 4,6% per ogni anno di anticipo.